# Eucelatoria meridionalis
Eucelatoria meridionalis là một loài ruồi trong họ Tachinidae.